# Marktbergel
Marktbergel è un comune tedesco di 1 609 abitanti situato nel land della Baviera.

## Altri progetti

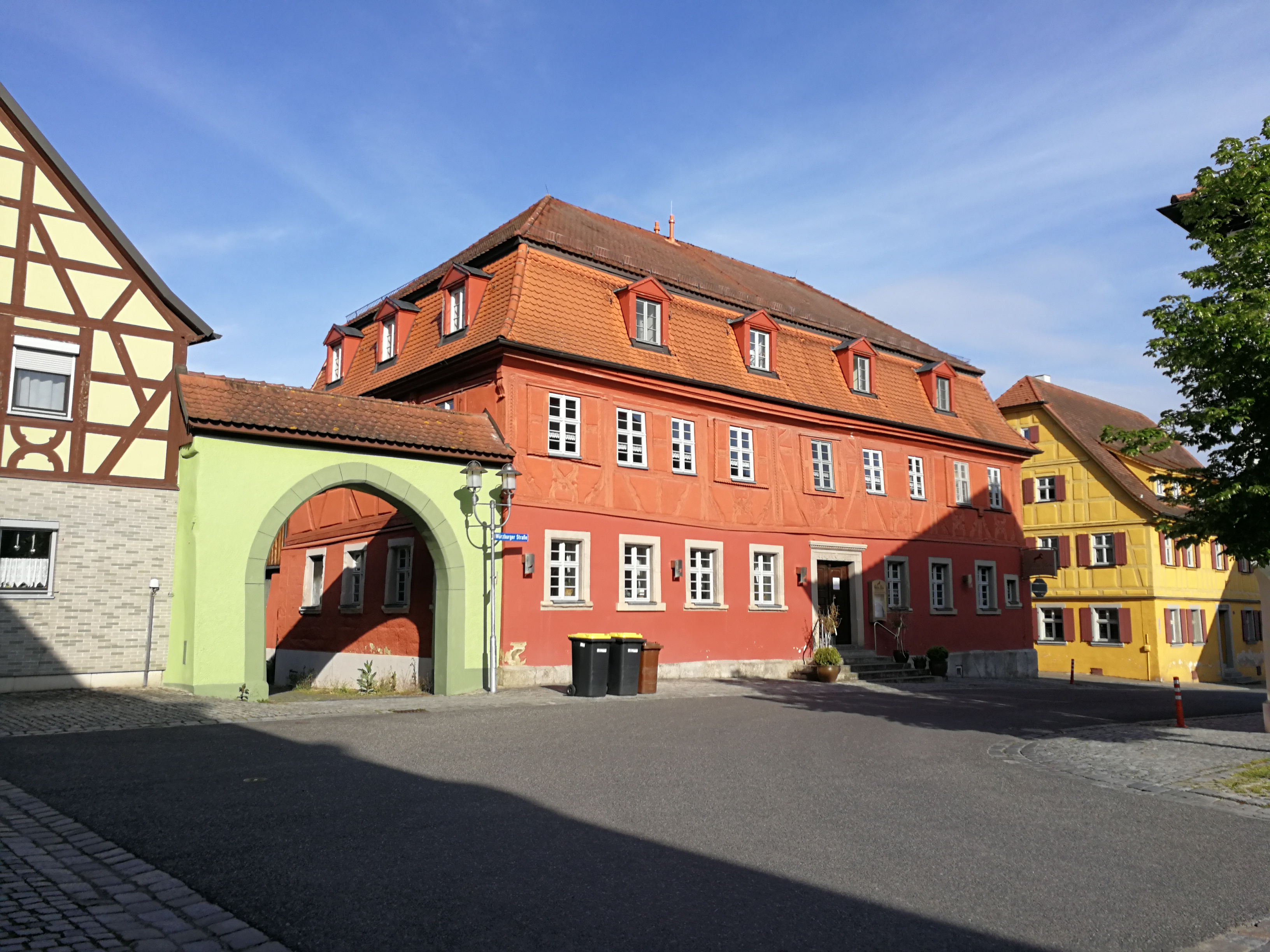

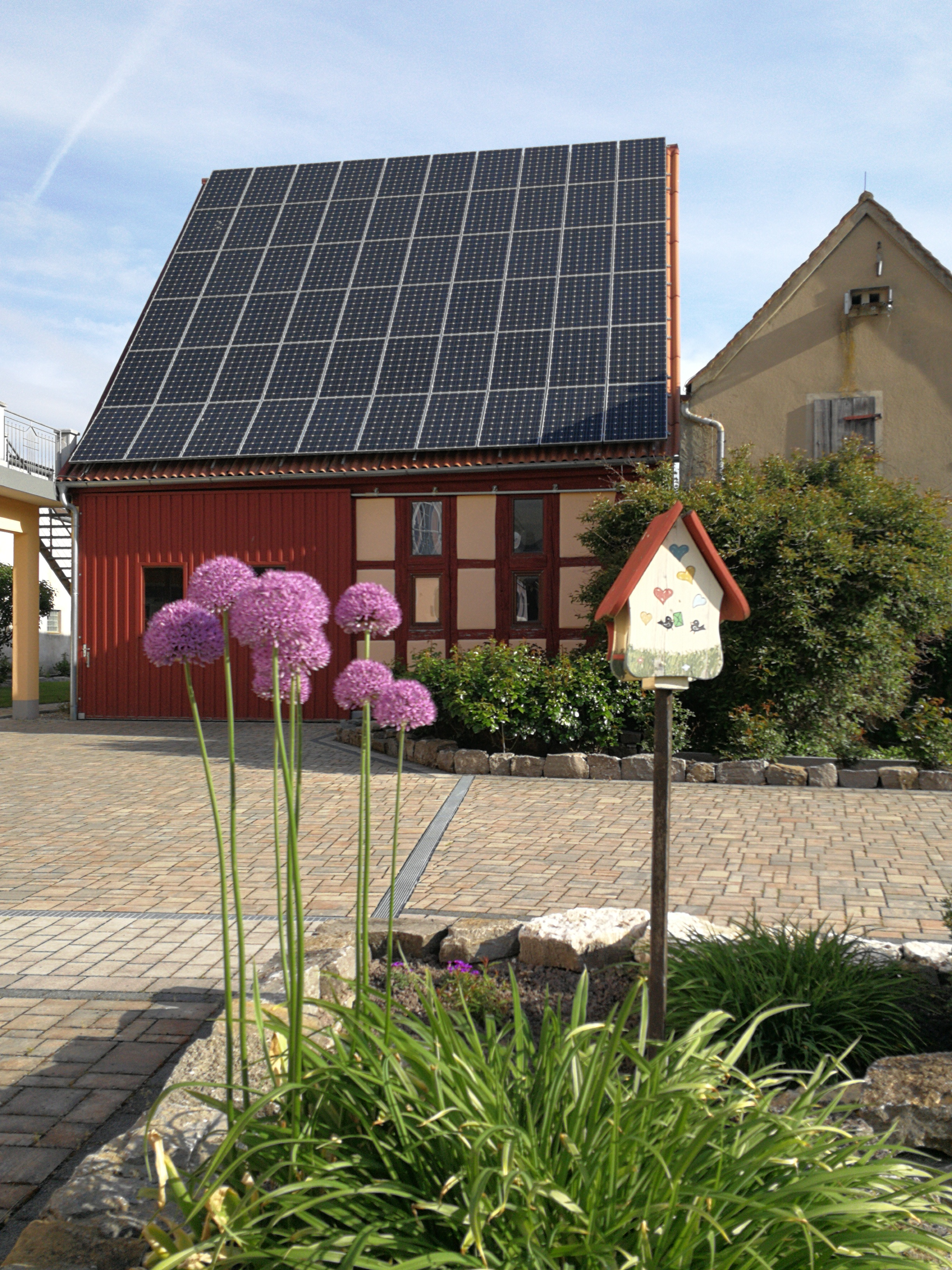